# Great Internet Mersenne Prime Search

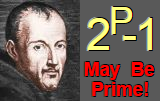
Logo GIMPS

Great Internet Mersenne Prime Search (GIMPS) je název celosvětového internetového projektu, jehož cílem je pomocí distribuovaného výpočtu hledat tzv. Mersennova prvočísla. Projekt probíhá jako spolupráce dobrovolníků po celém světě, kteří k němu jsou připojeni skrze software Prime95 či MPrime, který je na internetu volně ke stažení. Program pro hledání prvočísel i samotný projekt založil George Woltman.
Celý projekt je zatím úspěšný: celkově zatím bylo nalezeno osmnáct Mersennových prvočísel, většina z nich byla zároveň největší v té době známá prvočísla. 21. října 2024 bylo nalezeno nové největší Mersennovo prvočíslo s 41 024 320 číslicemi, jde o číslo 2136279841 − 1.
Samotné testování čísel stojí primárně na metodě vyvinuté v roce 1878 Edouardem Lucasem a vylepšené Lehmerem ve 30. letech 20. století, dnes známé jako Lucasův-Lehmerův test. Pro rychlé eliminování čísel s malými děliteli se pak používají jednodušší algoritmy.
V květnu 2008 měl projekt GIMPS průměrný výkon 29 teraflops, což řadilo virtuální stroj GIMPS mezi nejvýkonnější superpočítače světa.
Ačkoliv zdrojový kód softwaru je veřejně přístupný, technicky vzato se nejedná o svobodný software, neboť uživatelé musí akceptovat podmínku v podmínkách projektu, která se uplatní, když je software využit k nalezení prvočísla o minimálně 100 milionech cifer, a tím pádem vyhraje peněžní odměnu ve výši 50 tisíc USD, kterou uděluje Electronic Frontier Foundation. Free softwarové alternativy – programy Glucas a Mlucas – jsou pod licencí GNU General Public License.

## Nalezená prvočísla
Všechna prvočísla jsou tvaru Mq, kde q je prvočíselný exponent. Prvočíslo samo o sobě je tvaru 2q − 1, tím pádem největší prvočíslo v této tabulce je 2136279841 − 1.
M48 je největší Mersennovo prvočíslo, u kterého je známo, že všechna s menším exponentem jsou již známa.
| Objeveno           | Prvočíslo  | Počet cifer | Označení |
| ------------------ | ---------- | ----------- | -------- |
| 21. října 2024     | M136279841 | 41 024 320  | M52 ?    |
| 7. prosince 2018   | M82589933  | 24 862 048  | M51 ?    |
| 26. prosince 2017  | M77232917  | 23 249 425  | M50 ?    |
| 7. ledna 2016      | M74207281  | 22 338 618  | M49 ?    |
| 25. ledna 2013     | M57885161  | 17 425 170  | M48      |
| 12. dubna 2009     | M42643801  | 12 837 064  | M46      |
| 6. září 2008       | M37156667  | 11 185 272  | M45      |
| 23. srpna 2008     | M43112609  | 12 978 189  | M47      |
| 4. září 2006       | M32582657  | 9 808 358   | M44      |
| 15. prosince 2005  | M30402457  | 9 152 052   | M43      |
| 18. února 2005     | M25964951  | 7 816 230   | M42      |
| 15. května 2004    | M24036583  | 7 235 733   | M41      |
| 17. listopadu 2003 | M20996011  | 6 320 430   | M40      |
| 14. listopadu 2001 | M13466917  | 4 053 946   | M39      |
| 1. června 1999     | M6972593   | 2 098 960   | M38      |
| 27. ledna 1998     | M3021377   | 909 526     | M37      |
| 24. srpna 1997     | M2976221   | 895 932     | M36      |
| 13. listopad 1996  | M1398269   | 420 921     | M35      |

Kdykoliv se na serveru objeví nějaký kandidát na nově nalezené prvočíslo, je ještě jednou ověřován, než se oznámí jeho nález. Důležitost tohoto procesu se ukázala v roce 2003, kdy verifikace jednoho z kandidátů na 40. Mersennovo prvočíslo selhala.